# Муконо
Муконо (англ. Mukono) — город на юге Уганды, на территории Центральной области. Административный центр одноимённого округа.

## Географическое положение
Город находится в юго-восточной части области, на расстоянии приблизительно 10 километров к востоку от столицы страны Кампалы. Абсолютная высота — 1188 метров над уровнем моря.

## Население
По данным официальной переписи 2002 года численность населения составляла 47 305 человек.
Динамика численности населения города по годам:
| 2002   | 2013   |
| ------ | ------ |
| 47 305 | 56 415 |

## Транспорт
Ближайший аэропорт расположен в городе Кампала.